# قيس الخزعلي
الشيخ قيس هادي سيد حسن الخزعلي (20 حزيران/يونيو 1974-)، هو قائد سياسي عراقي شيعي، ولد في مدينة الصدر شرق بغداد عام 1974، وكان أحد القياديين البارزين في جيش المهدي عند بداية تأسيسها عام 2003م، أسس حركة عسكرية عام 2005 عرفت باسم عصائب أهل الحق وأعلنها بشكل رسمي عام 2011، ثم تحولت العصائب إلى حركة سياسية وأصبح الأمين العام لـ عصائب أهل الحق ومؤسس كتلة الصادقون في مجلس النواب العراقي. أكد الخزعلي في كانون الأول من عام 2017 على «أن المقاومة الإسلامية جاهزة لتلبية نداء الإسلام والتمهيد لدولة العدل الإلهي، دولة صاحب الزمان» - أي المهدي عند الشيعة-.

## أسرتهُ ونشأتهُ
وُلد قيس بن هادي بن سَيّد بن حَسَن بن غدير آل عَبد العال الحريشاوي الخزعلي بتاريخ الخميس 30 جمادى الأولى 1394 هـ الموافق 20 يونيو / حزيران 1974م في مدينة الصدر ببغداد، ونشأ وَتَرَعرَع فيها وأكمَل دِراسَتَهُ الابتدائية والثانوية في بغداد، ثُم دَرَسَ في قِسم الجيولوجيا بكُلية العلوم بجامعة بغداد.

## الاحتلال الأمريكي
اعتقلته القوات الأميركية على خلفية اتهامه بقيادة ميليشيات معادية للقوات متعددة الجنسيات في العراق بقيادة الولايات المتحدة، وتورطه في تهريب الأسلحة من إيران، وجرائم القتل خارج نطاق القضاء، واقتحام مجلس محافظة كربلاء (في 2007)."، وفق التحقيقات التي رفعت القيادة المركزية للولايات المتحدة "سينتكوم" عن سريتها في 2018.

## إعلان البدر الشيعي - الإيراني
تولى قيس الخزعلي مسؤولية الإعلان عن هدف المحور الإيراني بتشكيل «البدر الشيعي» بعد اكتمال «الهلال الشيعي» في المنطقة، في الوقت الذي تتحدث فيه إيران عن امتداد نفوذها إلى شواطئ المتوسط وباب المندب.

## إقليم كردستان
أصدر الادعاء العام في أربيل دعوى قضائية ضد عدد من المسؤولين العراقيين، أبرزهم البرلمانية العراقية، حنان الفتلاوي، والأمين العام لـ«عصائب أهل الحق» قيس الخزعلي، وبحسب مذكرة الادعاء العام فإنها شملت 11 عراقياً غالبيتهم نواب في البرلمان.

## روابط خارجية
- قيس الخزعلي على موقع IMDb (الإنجليزية)
- قيس الخزعلي على موقع كينوبويسك (الروسية)